# Jutta Lowag
Jutta Lowag (* 18. August 1939 in Breslau; † 30. Dezember 2014 in München) war eine deutsche Volkswirtin und jahrelange Verwaltungsdirektorin und stellvertretende Intendantin des Bayerischen Rundfunks.

## Leben
1964 begann Jutta Lowag ihre berufliche Laufbahn als Steuerberaterin. Von 1970 bis 1973 leitete die diplomierte Volkswirtin die Gruppe Finanzen beim Deutschen Olympiazentrum. Anschließend ging sie als Leiterin der Hauptabteilung Finanzen zum Bayerischen Rundfunk. Hier war Lowag für viele Bereiche des Finanzwesens zuständig, beispielsweise in der Kommission zur Ermittlung des Finanzbedarfs der Rundfunkanstalten. Dort war sie federführend für mittelfristige Finanzplanung und Steuerfragen. Daneben fungierte sie als langjährige Präsidentin der Finanzversammlung der Europäischen Rundfunkunion. Den Bayerischen Rundfunk vertrat sie bei vielen Unternehmen wie zum Beispiel der Telepool, der Bavaria Film sowie der Degeto Film. Von 1993 bis 2002 hatte Lowag den Posten der Verwaltungsdirektorin beim Münchner Sender inne und war von 1999 bis 2002 dessen stellvertretende Intendantin des Bayerischen Rundfunks.
Jutta Lowag, die sich neben vielen anderen Tätigkeiten für die Integration der öffentlich-rechtlichen Rundfunksender Osteuropas einsetzte, und Gründungsmitglied der Orchester-Akademie des Symphonieorchesters des Bayerischen Rundfunks war, ging zum 31. Dezember 2002 in den Ruhestand, blieb aber Geschäftsführerin der Bayerischen Rundfunkwerbung.
Am 17. Dezember 2014 hatte Jutta Lowag den Bayerischen Verdienstorden erhalten. Sie war darüber hinaus stellvertretende Vorstandsvorsitzende der Eugen-Biser-Stiftung und Stiftsratsvorsitzende des Damenstifts am Luitpoldpark.
Ihre letzte Ruhestätte fand Jutta Lowag auf dem städtischen Friedhof in Rosenheim.

## Ehrungen
- Bundesverdienstkreuz am Bande (9. Mai 2013)[4]
- Bayerischer Verdienstorden